# كارلوس دومينغيز الثالث
كارلوس دومينغيز الثالث هو سياسي فلبيني، ولد في 16 سبتمبر 1945 في مدينة زامبوانجا في الفلبين. نشط حزبياً في الحزب الديمقراطي الفلبيني - لاكاس نغ بيان ‏. وقد انتخب وزير المالية ‏.